# Jean-François Eydt
Jean-Francois Eydt (* 20. November 1809 in Luxemburg-Stadt, Luxemburg; † 5. Juni 1884 ebendort) war ein Luxemburger Architekt.

## Leben und Wirken
Jean-Francois Eydt studierte Architekturwissenschaften in Dresden und Paris. 1834 wurde er zum offiziellen Stadtarchitekten der Stadt Luxemburg ernannt, dies blieb er bis zu seiner Pensionierung 1869.
Zu seinen Werken gehören die überdachte Passage in der Rue de Cure, die Wasserleitung und das Wasserreservoir  von Fort Berlaimont, die Villa Schaefer, ein Bauwerk in Mondorf-les-Bains, die Badeanstalt der Stadt Luxemburg zusammen mit seinem Schwiegersohn Pierre Funck und die Villa Vauban, sein bekanntestes Gebäude.
Eydt war verheiratet mit Anne-Marguerite geb. Schaefer (1825–1883) und seit 1837 Mitglied der Freimaurer, wo er der Loge „Enfans de la Concorde fortifiée“ (Kinder der bestärkten Eintracht) angehörte.
Er erhielt den Ordre de la couronne de chêne (Orden der Eichenkrone) des Großherzogs von Luxemburg. Von Preussen wurde er mit dem Orden des Roten Adlers ausgezeichnet.
Jean-Francois Eydt starb am 5. Juni 1884 im Alter von 74 Jahren und wurde auf dem Friedhof Notre Dame Cemetrie beigesetzt.